# Heidersdorf
Heidersdorf é um município da Alemanha localizado no distrito de Erzgebirgskreis, região administrativa de Chemnitz, estado da Saxônia.
Pertence ao Verwaltungsgemeinschaft de Seiffen/Erzgeb..